# Brug 2010
Brug 2010 is een vaste brug in Amsterdam-Oost, IJburg. Het is een van de kleinere bruggen in die wijk.
Ze is gelegen in de Ruisrietstraat en voert over de gracht Groene Tunnel. Ze zorgt voor de verbinding tussen het Grote Rieteiland en het westelijk deel van het Haveneiland. De gemeente besteedde de ontwerpen voor bruggen op en naar IJburg destijds uit aan diverse architectenbureas. Ze kregen elk de opdracht mee met een bruggenfamilie te komen. Architect Jeroen van Schooten van (toen nog) Meyer en Van Schooten (MVSA) kwam met een serie bruggen, die bekend werd onder de naam Groene Tunnel, naar de gracht waar zij overheen liggen. De bruggen 2003, 2010, 2045, 2046 en 2047, maar ook sluis 2008, horen tot deze familie.
De brug bestaat uit een middelgedeelte van ter plaatse gestort beton. Dit was mogelijk omdat ten tijde van de bouw van de brug hier een zandvlakte lag. De brug kon zo op de zandondergrond gebouwd worden en werd daarna uitgegraven. De betonnen overspanning ligt over een enkele pijler/juk. Aan de buitenzijden van de overspanning hangen metalen rasters opgevuld met granulaat die dienen als voetpad. Daarop staan de enigszins naar binnen hellende balustrades. In het verlengde (naar het zuiden) ligt brug 2014, die behoort tot een andere bruggenfamilie.   

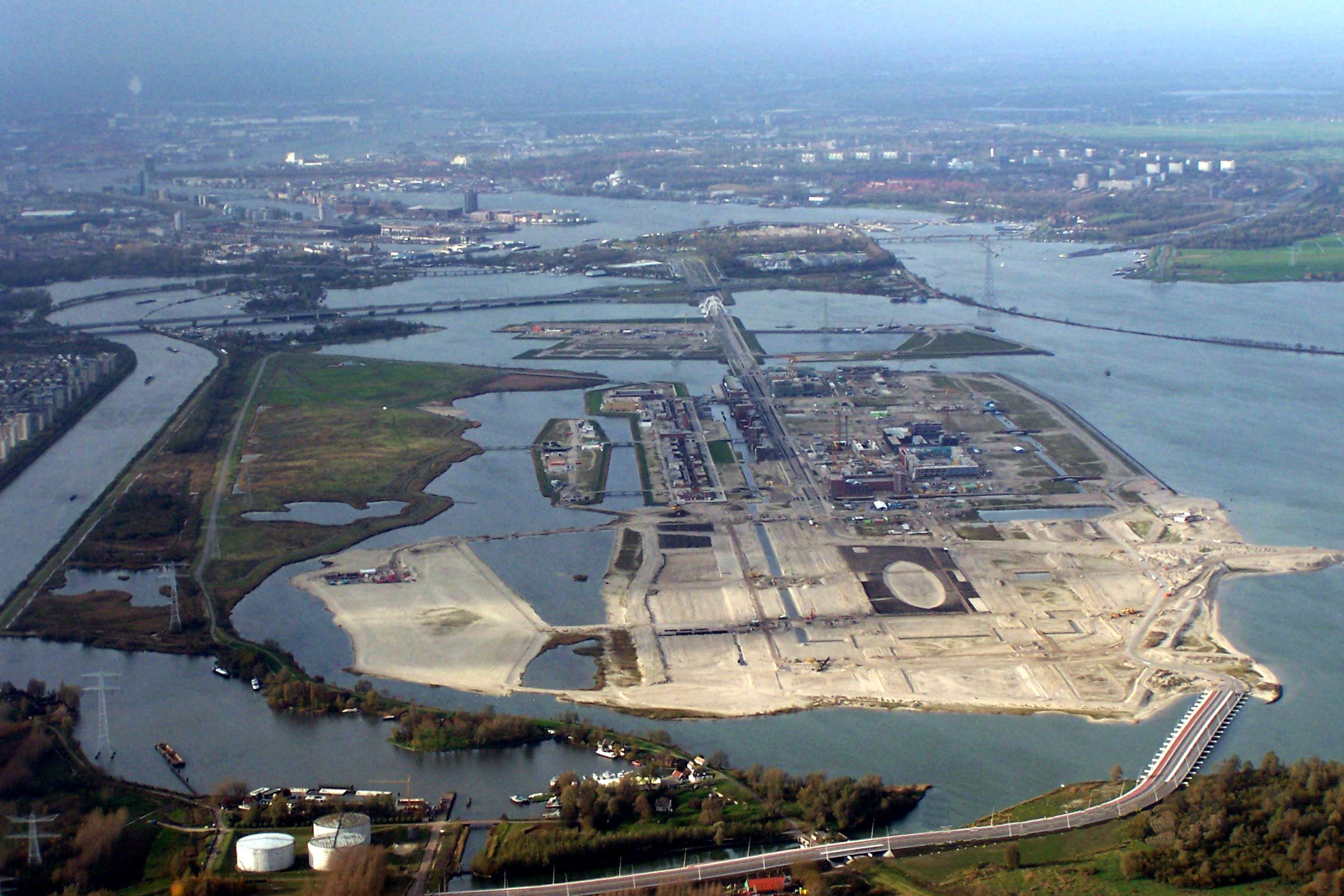
Brug 2010 ligt rechtsonder het groene veldje in het midden van de foto met in het verlengde rechts brug 2014 met drie pijlers naar zeshoekig eiland

<<< · 2000 · 2001 · 2002 · 2003 · 2004 · 2005 · 2006 · 2007 · 2008 · 2009 · 2010 · 2011 · 2012 · 2013 · 2014 · 2015 · 2016 · 2017 · 2018 · 2019 · 2020 · 2021 · 2022 · 2023 · 2025 · 2026 · 2027 · 2028 · 2029 · 2030 · 2031 · 2032 · 2033 · 2034 · 2035 · 2036 · 2037 · 2038 · 2039 · 2040 · 2041 · 2042 · 2043 · 2044 · 2045 · 2046 · 2047 · 2048 · 2050 · 2051 · 2054 · 2060 · 2080 · 2085 · 2086 · 2087 · 2088 · 2089 · 2090 · 2091 · 2092 · 2093 · 2094 · 2095 · 2096 · 2097 · 2098 · 2099
De overige brugnummers waren in januari 2022 (nog) niet bekend; de Uyllanderbrug ligt officieel in Diemen, maar heeft de Amsterdamse nummering 2007.